# Слюсаревський Микола Миколайович
Слюсаревський Микола Миколайович (2 січня 1949) – кандидат психологічних наук, член-кореспондент НАПН України (з 1999), заслужений працівник освіти України (1999), кавалер двох орденів «За заслуги» (2008 і 2013), лауреат Державної премії України в галузі науки і техніки (2019).

## Біографія
Народився 2 січня 1949 р. у с. Гельмязів Золотоніського району Полтавської області (нині – Черкаська область). Трудову діяльність розпочав у 1966 р. слюсарем Гельмязівської автоколони Золотоніського автотранспортного підприємства № 23665 (1966–1968).
Закінчив Київський державний університет ім. Тараса Шевченка, факультет журналістики (1974). У 1971–1972 рр., ще навчаючись в університеті, розпочав професійну журналістську діяльність на посаді літературного працівника відділу робітничої молоді редакції газети «Молодь України».
Після закінчення університету продовжував працювати в тій же редакції кореспондентом, виконувачем обов'язків завідувача відділу пропаганди та агітації, завідувачем відділу науки та інформації (1974–1979).

## Наукова та організаторська діяльність
Наукову роботу розпочав у НДІ психології УРСР (нині Інститут психології ім. Г. С. Костюка НАПН України), де з 1979 по 1994 р. пройшов шлях від молодшого наукового співробітника до завідувача відділу психології управління. Захистив кандидатську дисертацію за темою «Психологічні умови формування позитивного ставлення працюючої молоді до політичного навчання» (1987).
У 1994 р. зініціював створення і був призначений директором Інституту соціальної та політичної психології НАПН України (до 14.10.1996 р. – Науково-практичний центр політичної психології АПН України), який очолює донині. Під його керівництвом Інститут став однією з провідних установ у галузі психологічної науки в Україні, що спрямовує свою науково-дослідну і науково-організаційну роботу на осмислення реалій і викликів сьогодення, трансформаційних процесів у суспільстві та освіті, на задоволення зростальних суспільних запитів і потреб у глибокому пізнанні психологічних закономірностей розвитку українського соціуму і політикуму.
Сьогодні в складі Інституту функціонує 9 лабораторій, де працюють понад 70 наукових співробітників, у тому числі 5 членів-кореспондентів НАПН України, 13 докторів та 37 кандидатів наук. Поряд з науковою діяльністю вчені установи надають соціально-психологічну допомогу вчителям, дітям та їхнім батькам, керівникам та персоналові державних і приватних підприємств та організацій, політичним партіям і громадським об'єднанням, консультують молодь з проблем сімейного життя, здійснюють профілактичну роботу з групами ризику.
Інститут видає чотири фахових періодичних видання. Функціонують докторантура й аспірантура, діє спеціалізована вчена рада із захисту докторських та кандидатських дисертацій за спеціальностями: 19.00.01 – загальна психологія, історія психології; 19.00.05 – соціальна психологія, психологія соціальної роботи; 19.00.11 – політична психологія.
Перебуваючи на посаді директора Інституту, у 1996–1997 рр. водночас працював у Кабінеті Міністрів України завідувачем інформаційно-аналітичного відділу Служби Прем'єр-міністра України; у 2000–2002 рр. – керівником Управління з питань політичного аналізу та планування Адміністрації Президента України.
Один із фундаторів заснованої три десятиліття тому української наукової школи психології переконувальної комунікації (психології пропаганди). Автор оригінальної концепції соціальної психології як фундаментальної, базової психологічної дисципліни; реляційної теорії інформаційного простору; концепції етно- та психогенезу українського народу на сучасному етапі його історії; просторово-часової парадигми вивчення психологічних ефектів перекопувальної комунікації; теорії соціальної напруженості; прогностично зорієнтованої моделі типологізації та актуалізації соціально-психологічних проблем у межах культурно-історичного циклу.
Член Президії НАПН України (з 2005). Від часу заснування Асоціації політичних психологів України (1995) був її незмінним президентом, а з 2017 р. Почесний президент. Член Національної спілки журналістів України (з 1978). Голова редакційних рад журналу «Психологічні перспективи», фахових збірників «Наукові студії із соціальної та політичної психології», «Проблеми політичної психології», заступник голови редакційної ради журналу «Психологія і суспільство». Входить до складу редколегій і редакційних рад інших наукових видань.
Загалом автор понад 250 наукових праць.

## Нагороди
- орден «За заслуги» (Україна) I ступеня (2019)
- орден «За заслуги» (Україна) II ступеня (2013)
- орден «За заслуги» (Україна) III ступеня (2008)
- Почесна грамота Верховної Ради України (2004)
- Нагрудний знак «Відмінник освіти України» (2002)
- Нагрудний знак «За наукові досягнення» (2009)
- Нагрудний знак «Державна служба України „За сумлінну працю“» (2004)
- Почесний знак НАПН України «Ушинський К. Д.» (2008)
- Почесне звання «Заслужений працівник освіти України» (1999)
- Медаль «Володимир Роменець» (2019)
- Державна премія України в галузі науки і техніки (2019)[2]

## Основні праці
- Психология политической учебы. – К., 1985.
- Слово, рисунок, цвет: Психологический анализ наглядных средств политической агитации. – К,.1995.
- Ілюзії і колізії: Нариси, статті, інтерв'ю на теми політичної та етнічної психології. – К.,1998.
- Соціальна напруженість: теоретична модель необхідних і достатніх показників / М. М. Слюсаревський // Наукові студії із соціальної та політичної психології : зб. статей. – К., 2002. – Вип. 5 (8). – С. 3–23.
- Основи соціальної психології: навч. посіб. / за ред. М. М. Слюсаревського. – К. : Міленіум, 2008. – 536 с. ISBN 978-966-8063-45-2
- «Ми» і «Я» в сучасному світі: Вибрані твори. – К. : Міленіум, 2009. – 340 с.
- Психологія міграції. – Кіровоград : ТОВ «Імекс ЛТД», 2013. – 244 с.
- Історіографічні та методологічні координати теорій соціальної психології: [монографія] (наук. ред). – Кіровоград : ТОВ «Імекс ЛТД», 2013. – 360 с.
- Соціально-психологічне мислення: ґенеза, основні форми та перспективи розвитку : монографія / [М. М. Слюсаревський та ін.] ; за наук. ред. чл.-кор. НАПН України М. М. Слюсаревського ; Нац. акад. пед. наук України, Ін-т соц. та політ. психології. – Кропивницький : Імекс ЛТД, 2018. – 296 с. (у співавт.).
- Несходимі терени Психеї: маршрути наукового пізнання : вибр. пр. / М. М. Слюсаревський. – К. : Талком, 2019. – 662 с.[3].